# Темпло Майор

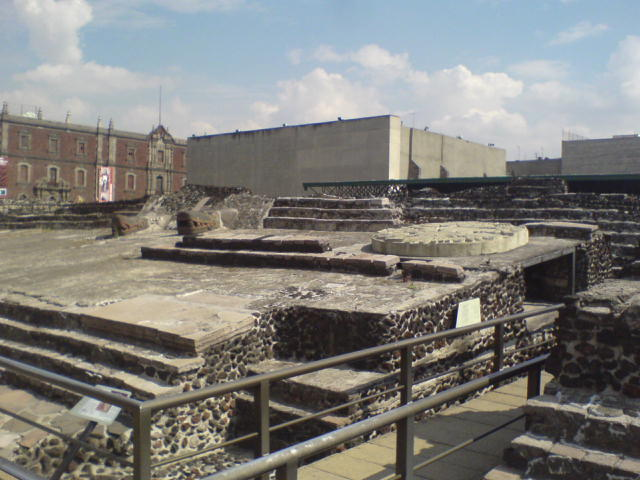
Современное состояние Темпло Майор

Темпло Майор (исп. Templo Mayor — «большой храм»), иногда называется пирамида Уицилопочтли — комплекс культовых сооружений в столице государства ацтеков Теночтитлане (современный Мехико). Пирамида возвышалась на 60 м над ритуальным районом города, на её вершине стояло два храма в честь бога Уицилопочтли (бог солнца и войны) и бога Тлалока (бог дождя и плодородия).
Темпло Майор построен приблизительно в 1325 году, и к началу XVI века храмы стали центром религиозной жизни для всех ацтеков, живших на территории Мексики (в те времена до 300 тысяч человек). Множество маленьких зданий и платформ вокруг храма образовывали комплекс. На одной из платформ, ведущих к храму сделан рельеф, изображающий цомпантли — подставку для черепов.
22 мая 1520 года в Великом Храме произошло массовое убийство, в ходе которого конкистадоры под предводительством Педро де Альварадо перебили свыше шестисот представителей ацтекской знати, собравшихся на праздник Тошкатль.
Большая часть комплекса уничтожена в 1521 году во время завоевания Империи ацтеков испанскими конкистадорами во главе с Эрнаном Кортесом. Остатки нижней части были найдены в ходе работ по прокладке кабеля 21 февраля 1978 года. Раскопки длились до 1982 года, в настоящее время руины и музей открыты для посещения.

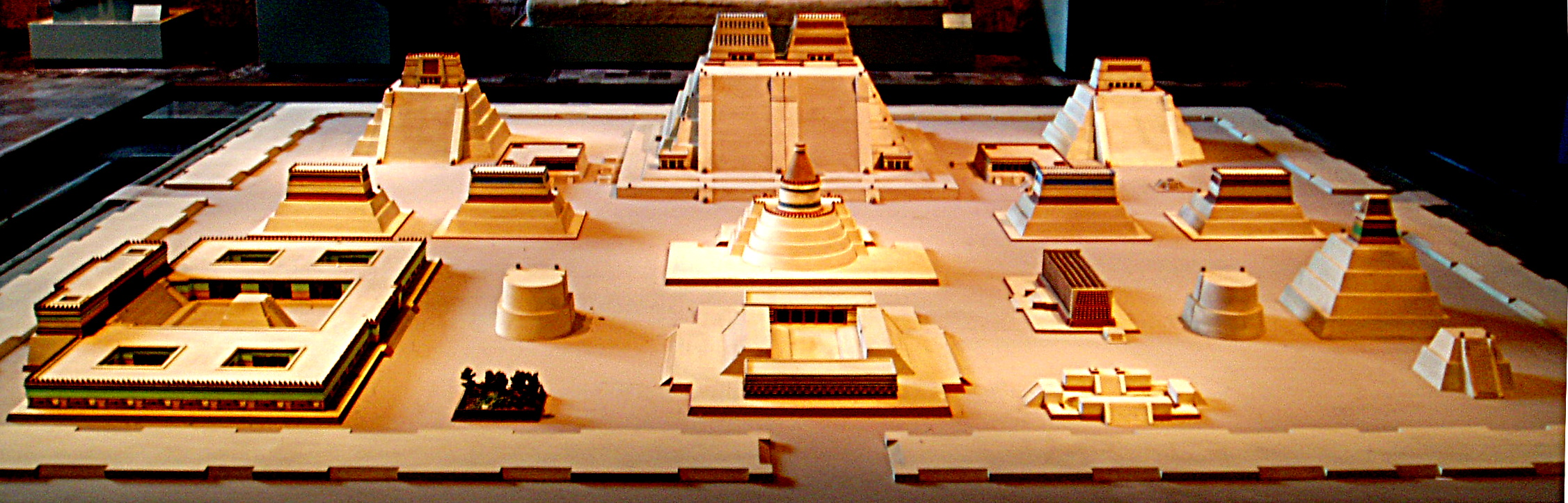
Модель Темпло Майор, находится в мексиканском Национальном музее антропологии